# Affenwald von Ubud

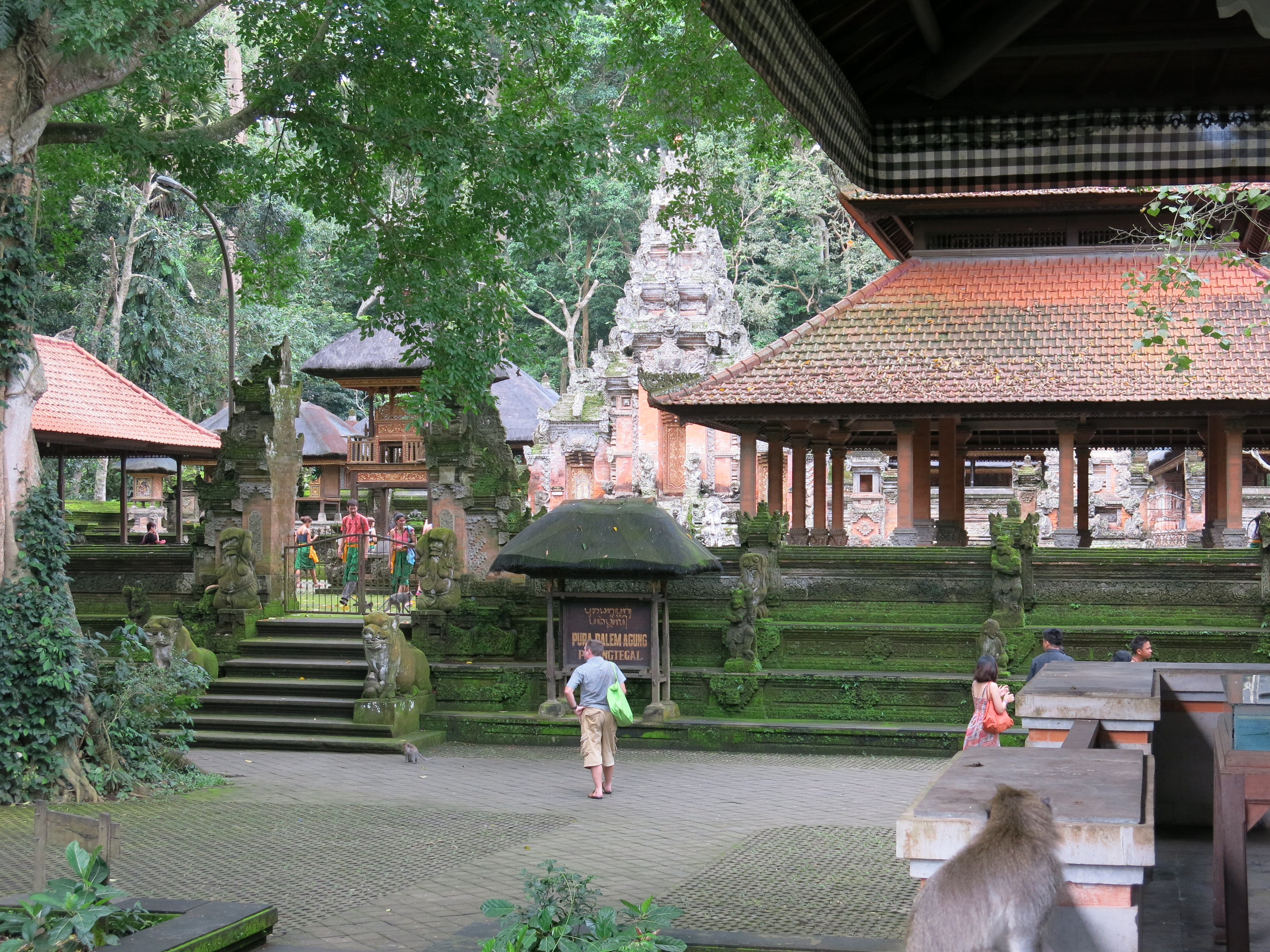
Tempel im Affenwald (2013)

Der Affenwald von Ubud (indonesisch Padangtegal Mandala Wisata Wanara Wana) ist ein kleiner Naturpark mit dem hinduistischen Tempel Pura Dalem Agung Padangtegal in Ubud auf Bali.

## Beschreibung
Der Park ist ungefähr 10 Hektar groß, beherbergt ca. 115 Arten von Bäumen, wird von Javaneraffen (Macaca fascicularis) bevölkert und wird jeden Monat von etwa 10.000 Touristen besucht. Im Wald gibt es eine heilige Quelle und weitere Tempel, in denen zum Beispiel Verstorbene zeremoniell eingeäschert werden.

## Galerie

Der Affenwald von Ubud
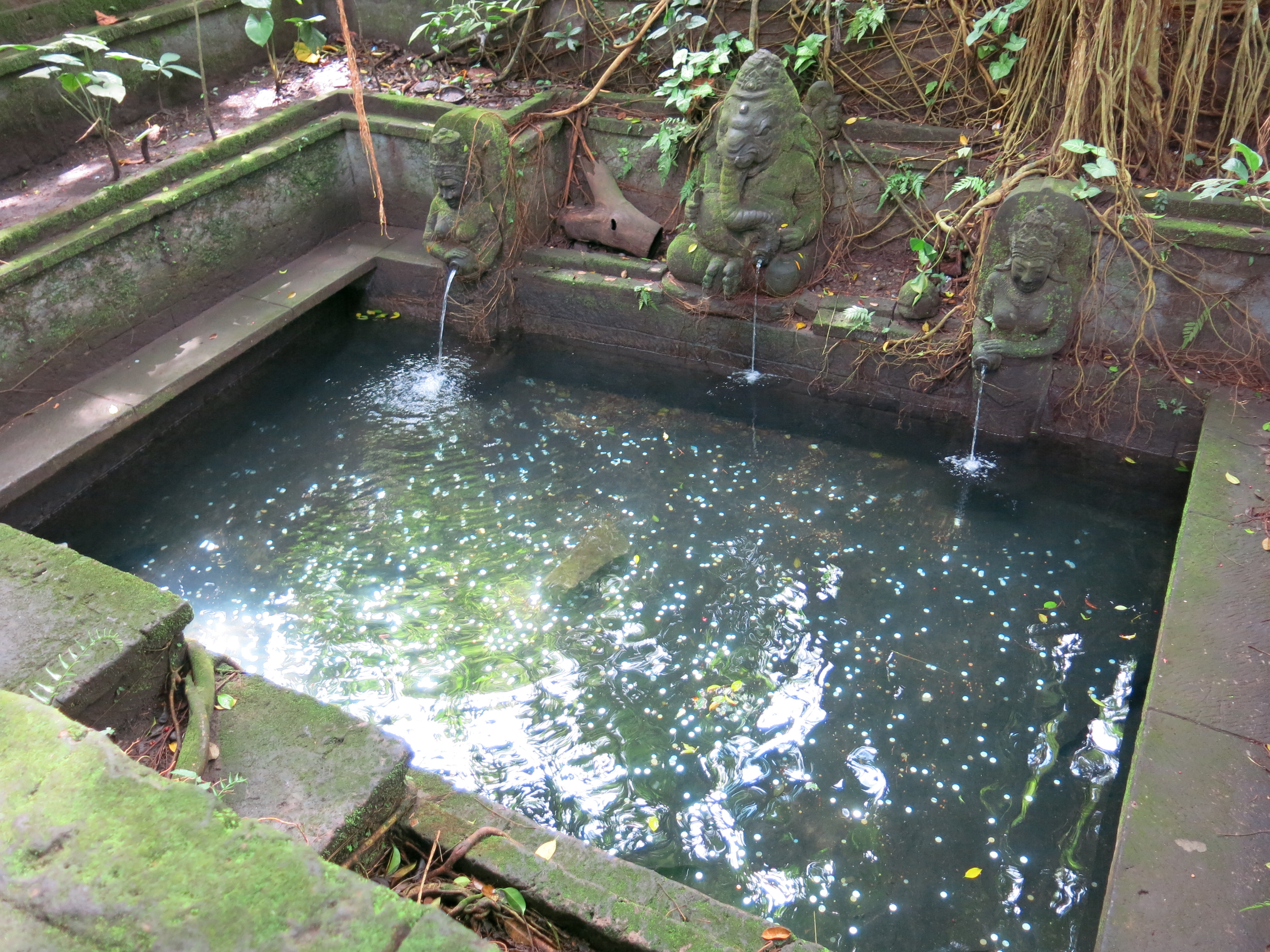
Heiliges Wasser im Affenwald
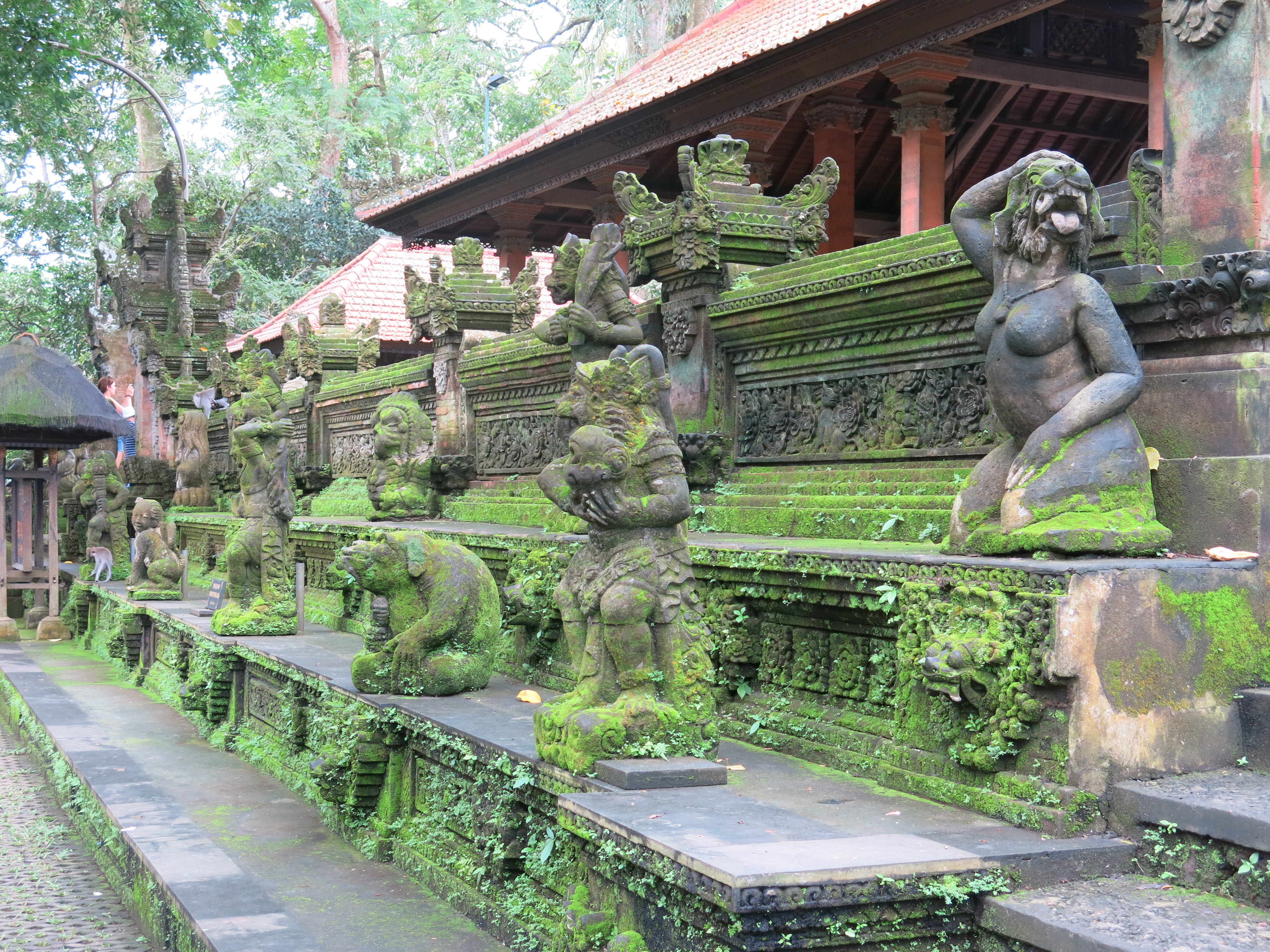
Steinfiguren vor dem Tempel
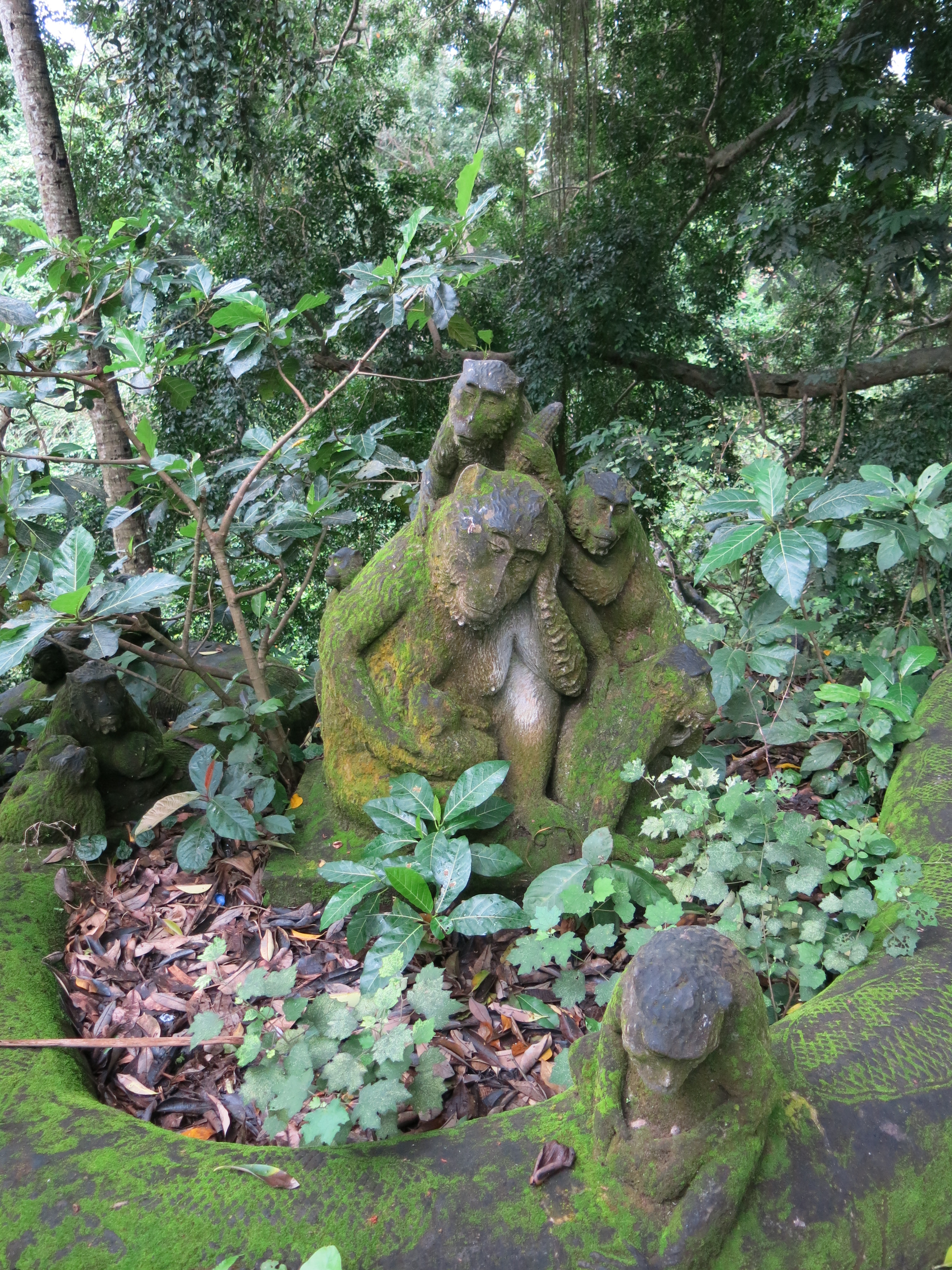
Affenstatue
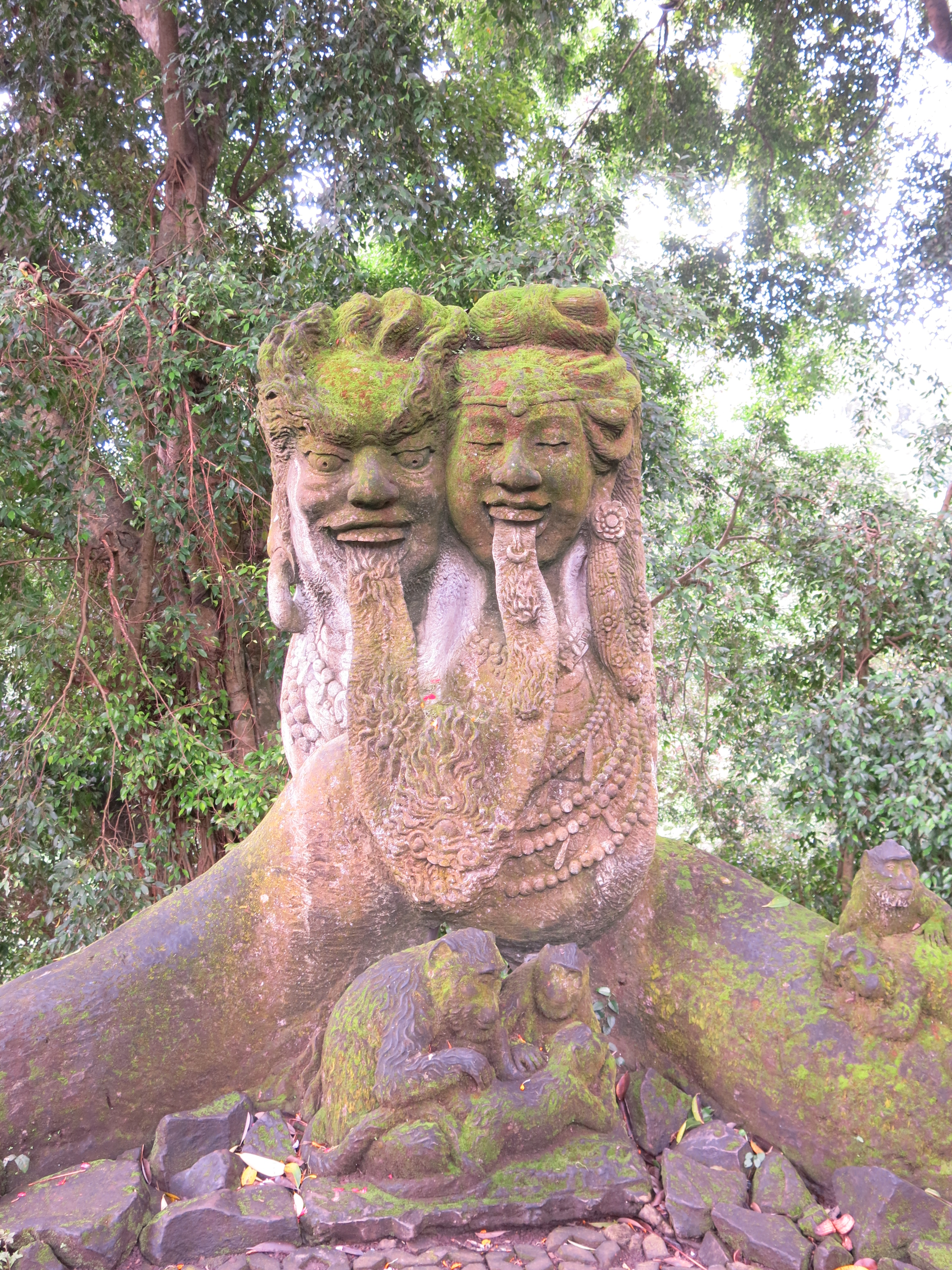
Statue im Affenwald
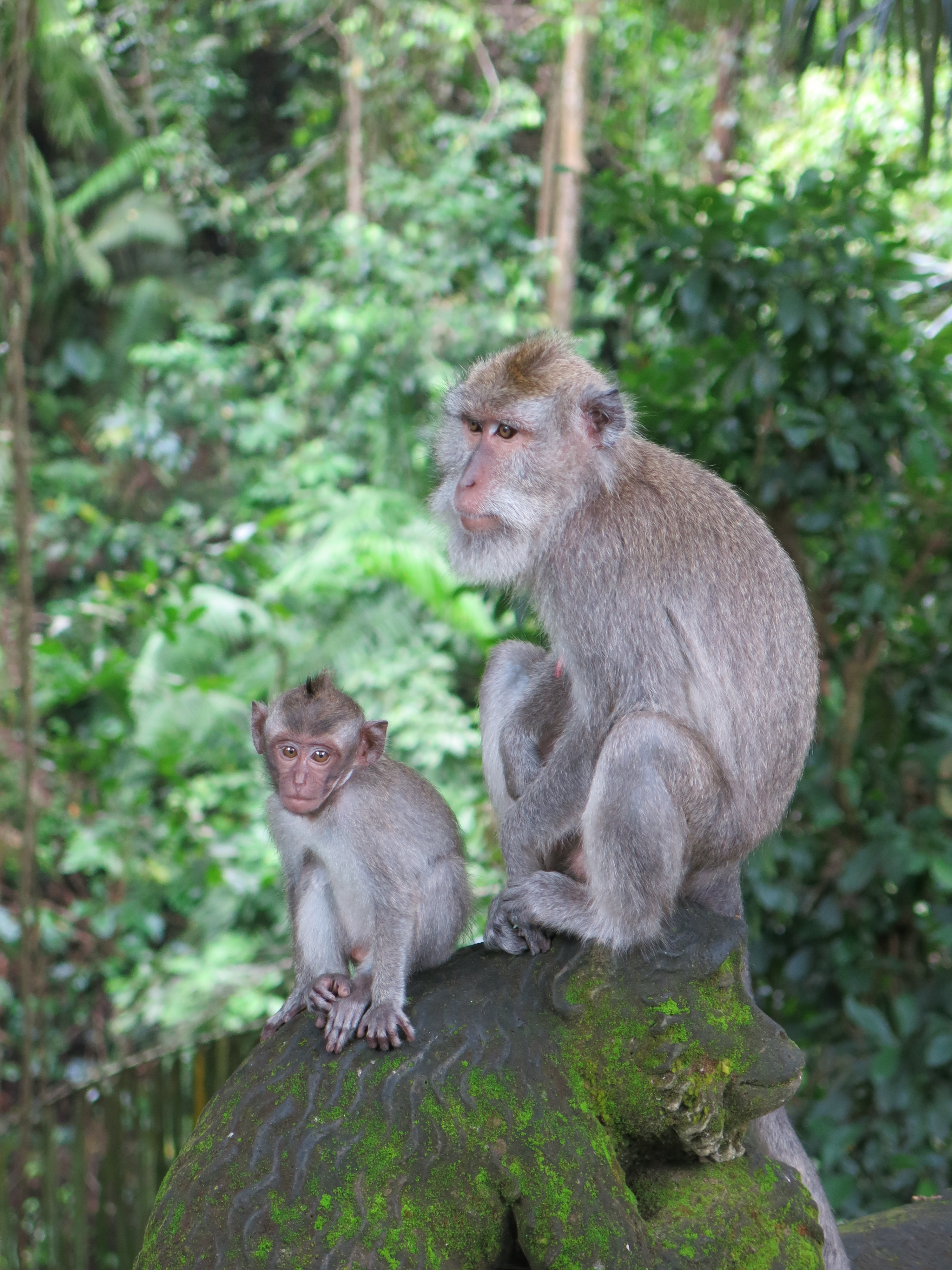
Affen
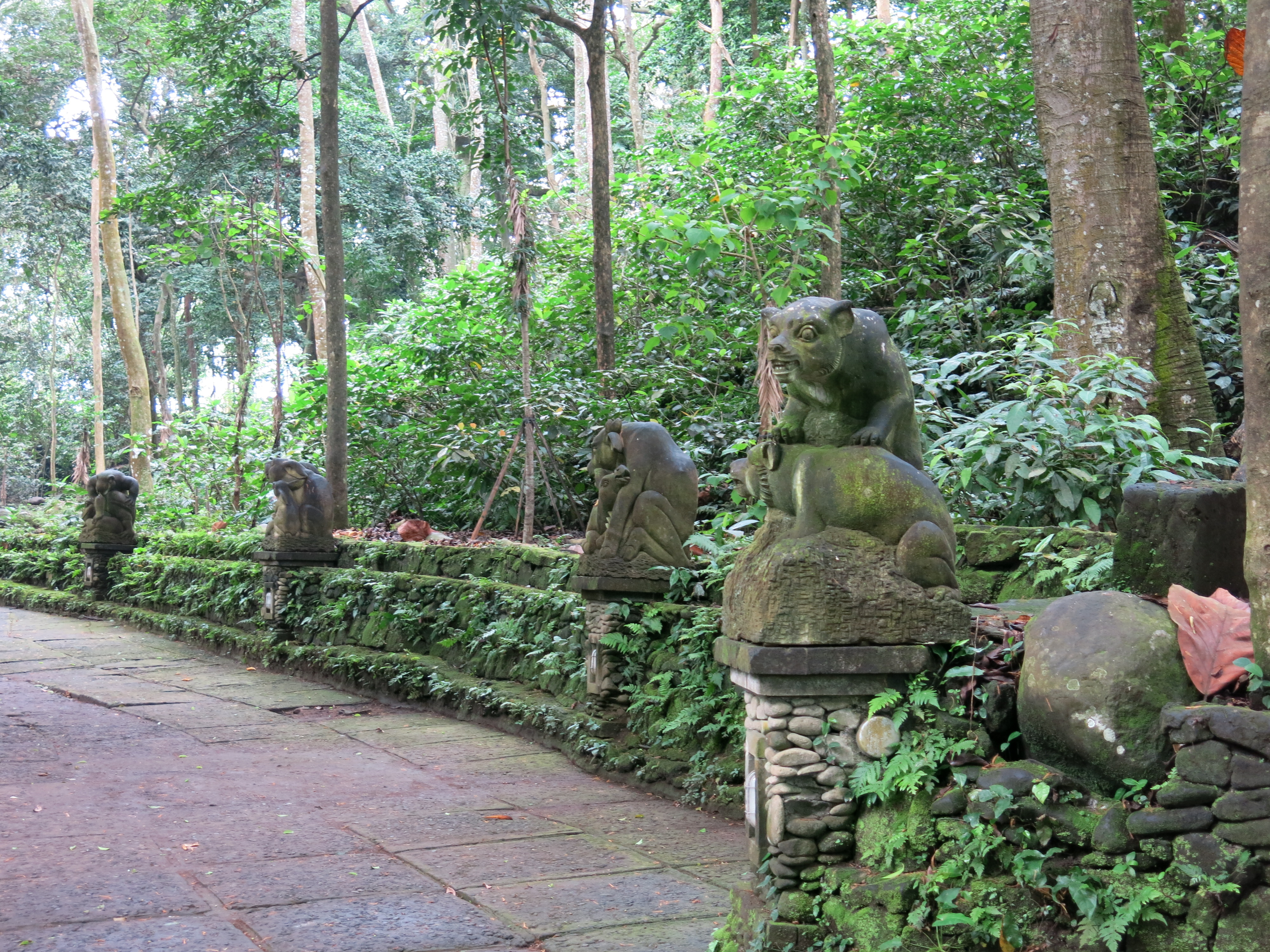
Weg mit Steinfiguren
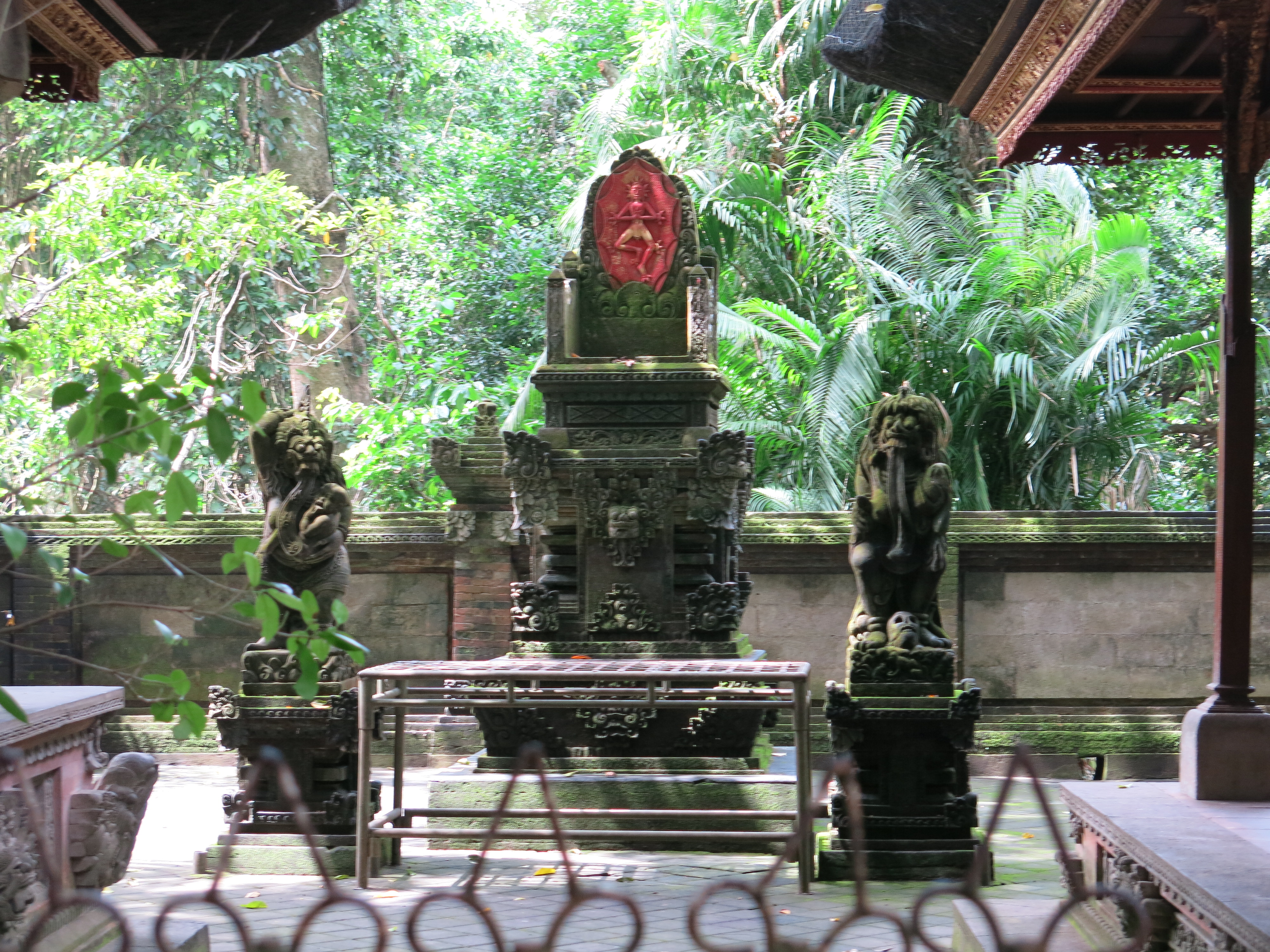
Tempelanlage
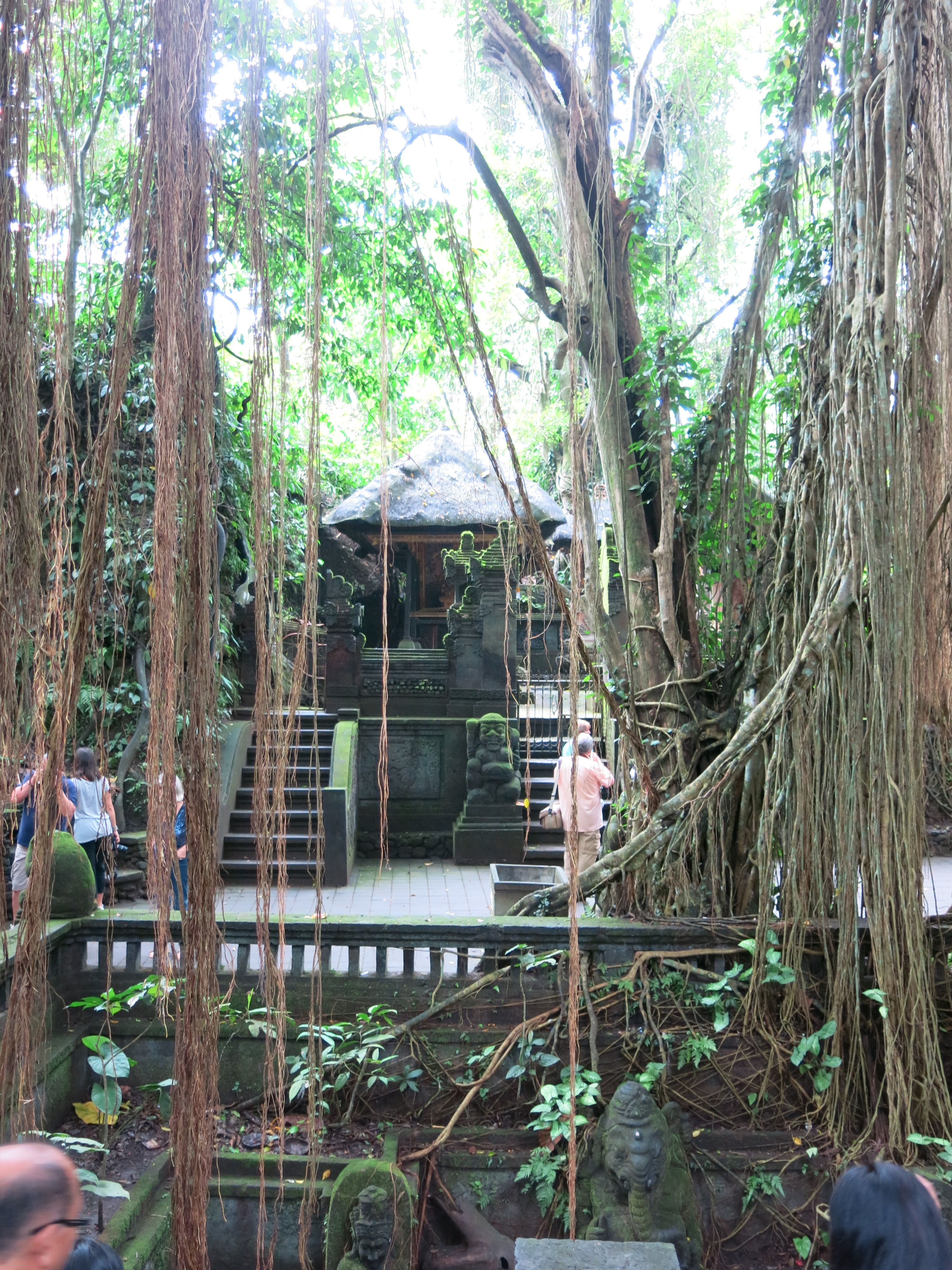
Tempelanlage bei der heiligen Quelle
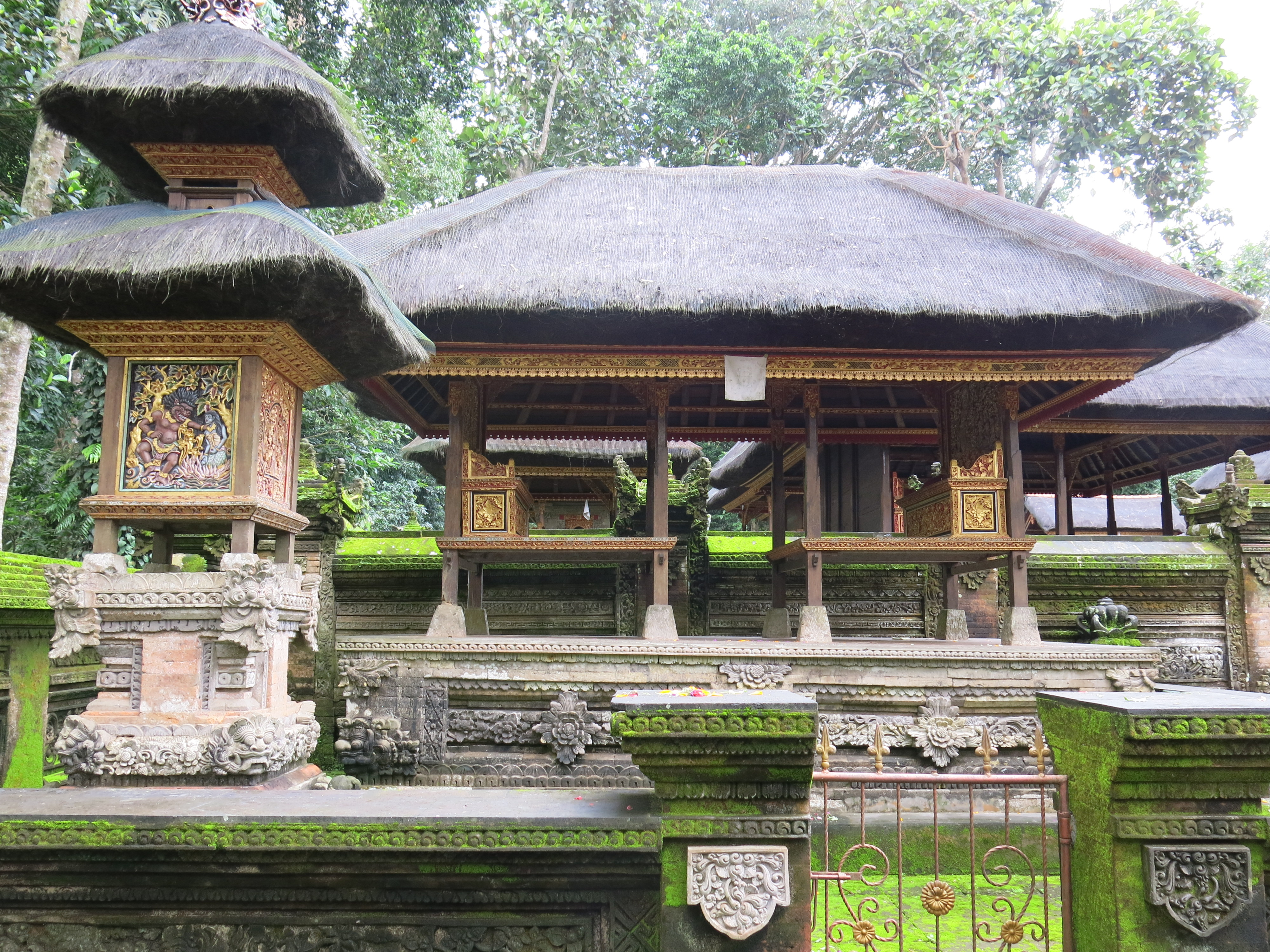
Pura Dalem Agung Padangtegal
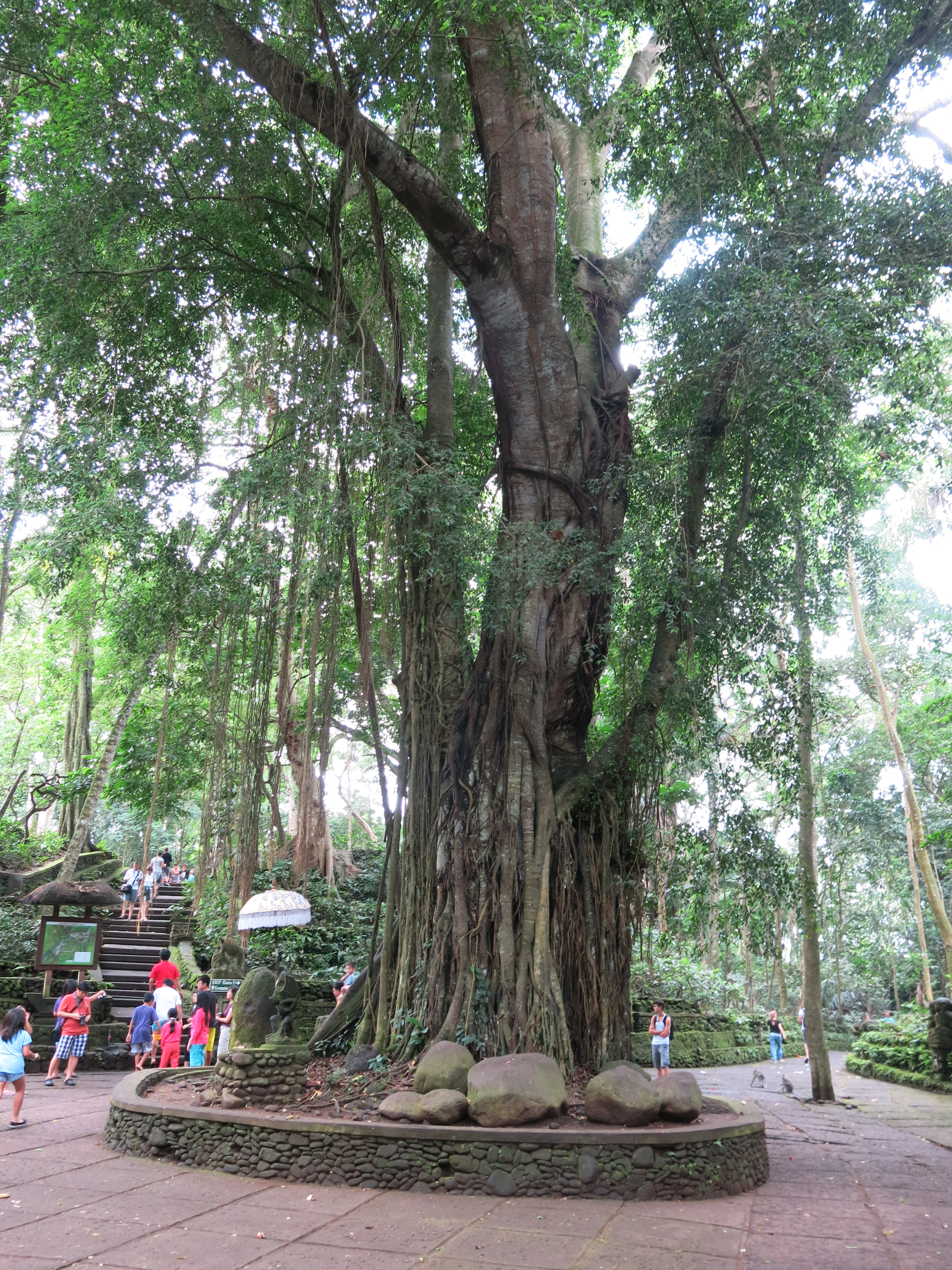
Eingangsbereich
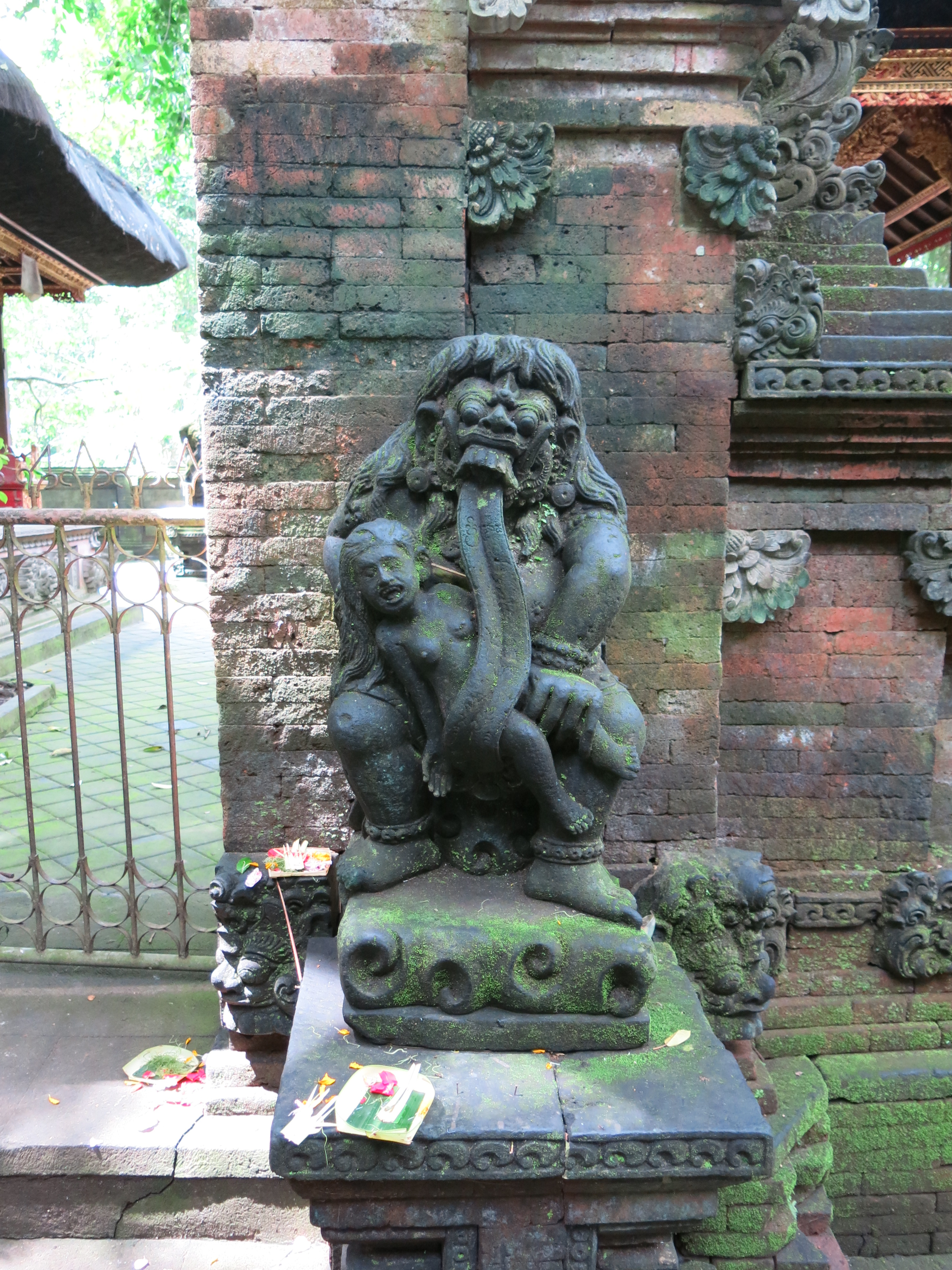
Statue des Tempels